# Claudine Drion
Pour les articles homonymes, voir Drion.
Claudine Drion est une personnalité politique belge née à Liège le 23 juin 1960.

## Biographie
Elle est élue à la Chambre des représentants le 13 juin 1999 en tant que députée du parti Ecolo de la circonscription électorale de Liège. Elle siège jusqu'au 10 avril 2003, date de la fin de la 50e législature de la Chambre.
Après son mandat, elle reprend des fonctions dans le secteur de la coopération au développement, du développement durable, de la formation d'adultes ainsi que sa pratique de l'eutonie.
Elle est enseignante à l'Université catholique de Louvain.

## Ouvrages
Coauteure, notamment de :
- Un autre genre (Éd. Luc Pire et le Monde selon les femmes - 1998)
- Moi les féministes j'ai rien contre(Éd. Luc Pire et le Monde selon les femmes - 2004)
- Question de genre (Éd. Luc Pire et le Monde selon les femmes - 2007).
- Bioptimiste, mon épicerie bio.  (Altamira -  2013)
- Genre : 6 niveaux pour comprendre et construire des stratégies (Le Monde selon les femmes - 2012 et 2015)
- Genre. Tu vois ce que je veux dire ? (Le Monde selon les femmes 2015)

Auteure, notamment de :
- 2009, Genre et Développement durable, Coll. Les Essentiels du genre.
- 2008, Femmes d’ici et d’ailleurs, un avenir métissé et solidaire, édité par Nejma, FPS, Liège.
- 2008, Égalité au travail, jeu pédagogique pour la campagne internationale Travail décent, vie décente, en collaboration avec Clarice, édité par Le Monde selon les Femmes, Bruxelles.
- 2008, Genre et Travail social, collection Analyse et plaidoyer, édité par Le Monde selon les Femmes Bruxelles.
- 2005, Les essentiels du genre 03 : ONG, stratégies – changement, Bruxelles, Le Monde selon les Femmes, 56 p.
- 2005, Education au développement : enjeux, définitions, principes pédagogiques et approche genre, Bruxelles, Le Monde selon les femmes, 64 p.